# Krister Wistbacka
Krister Wistbacka, egentligen Krister Henrik Vistbacka, född 18 maj 1946 i  Gamlakarleby i Finland, död 16 november 2017, var en finlandssvensk journalist, som mellan januari 1997 och maj 2011 arbetade som chefredaktör, ansvarig utgivare och ledarskribent på liberala Katrineholms-Kuriren, då han efterträdde Lorentz Hedman. Han var styrelseledamot i Katrineholms-Kuriren AB, Eskilstuna-Kurirens Tryckeri AB och Mediehuset i Sörmland AB. Tidigare hade han varit styrelseledamot i bland annat Publicistklubbens mellersta krets och i Tidningsutgivarnas mellersta krets
Innan han blev journalist arbetade han som ingenjör inom konfektionsindustrin och var fritidspolitiker för folkpartiet i Katrineholm. Katrineholms-Kurirens dåvarande chefredaktör Holger Wigertz värvade honom 1978 till tidningen, där han blev kommunalreporter, politisk redaktör, musikrecensent och krönikör. Från mitten av 1970-talet hade Krister Wistbacka en nära bekantskap med Göran Persson, och när Persson blev uppmärksammad i rikspolitiken skrev Wistbacka mycket om honom och utfrågades av olika medier som en expert på honom. Innan han blev chefredaktör var Wistbacka politiker för folkpartiet. Efter det att han slutat som redaktör återupptog han sitt politiska arbete, bland annat som ledamot i kultur- och turismnämnden i Katrineholms kommun. Dessutom har han medverkat i samhällsprogrammet Studio Ett i Sveriges Radio P1. Han var far till bland andra Jenny Wistbacka, som sommaren 2008 tilldelades Povels penna.